# Anton Pantov
Anton Dmitrievich Pantov (en russe : Антон Дмитриевич Пантов) est un biathlète kazakh, né le 25 mars 1991 à Pavlodar.

## Biographie
Son père Dmitriy, ancien biathlète est son entraîneur.
Antov court pour l'équipe nationale chez les juniors à partir de 2008 et sa première expérience internationale chez les séniors intervient au championnat du monde 2012. Il obtient son meilleur résultat cette année dans les Championnats du monde junior sur l'individuel avec une quatrième place.
Il fait ses débuts en Coupe du monde en mars 2013 à Oslo.
En janvier 2014, il obtient pour la fois des points en Coupe du monde avec une 30e place sur l'individuel de Ruhpolding. Il prend part ensuite aux Jeux olympiques de Sotchi, se classant 79e du sprint, 27e de l'individuel, 18e du relais masculin et 14e du relais mixte.
En 2018, il fait partie des neuf biathlètes kazakhs suspendus provisoirement par l'IBU dans le cadre d'une affaire de dopage.

## Palmarès

### Jeux olympiques
| Épreuve / Édition           | Individuel | Sprint | Poursuite | Départ en masse | Relais | Relais mixte |
| Jeux olympiques 2014 Sotchi | 27e        | 79e    | —         | —               | 18e    | 14e          |

Légende :
- — : N'a pas participé à cette épreuve
- : épreuve non disputée lors de cette édition

### Championnats du monde
| Épreuve / Édition          | Individuel | Sprint | Poursuite | Départ en masse | Relais | Relais mixte |
| Mondiaux 2012 Ruhpolding   | 75e        | -      | -         | -               | -      | -            |
| Mondiaux 2015 Kontiolahti  | 56e        | 82e    | -         | -               | 17e    | -            |
| Mondiaux 2016 Holmenkollen | 48e        | -      | -         | -               | 20e    | 15e          |
| Mondiaux 2017 Hochfilzen   | -          | 68e    | -         | -               | 14e    | -            |

Légende :

 :épreuve inexistante

- : n'a pas participé à l'épreuve

### Coupe du monde
- Meilleur classement général : 89e en 2014.
- Meilleur résultat individuel : 27e.

#### Différents classements en Coupe du monde
| Année     | Classement général final | Sprint | Poursuite | Individuel | Mass start |
| 2013-2014 | 89e                      | -      | 84e       | 43e        | -          |

### Universiades
- Médaille d'argent du relais mixte en 2017.
- Médaille de bronze de la mass start en 2017.